# Iraniobia
Iraniobia is een geslacht van rechtvleugeligen uit de familie Dericorythidae. De wetenschappelijke naam van dit geslacht is voor het eerst geldig gepubliceerd in 1954 door Bey-Bienko.

## Soorten
Het geslacht Iraniobia omvat de volgende soorten:
- Iraniobia mesopsera Bey-Bienko, 1954
- Iraniobia mirzayani Descamps, 1967
- Iraniobia pavlovskii Bey-Bienko, 1954
- Iraniobia salavatiani Bey-Bienko, 1957
- Iraniobia zarudnyi Uvarov, 1933